# So Good (album Zary Larsson)
So Good – drugi album studyjny szwedzkiej piosenkarki Zary Larsson, wydany 17 marca 2017 przez wytwórnię Record Company Ten, Epic Records oraz Sony Music.
Materiał zgromadzony na płycie składa się z 15 anglojęzycznych utworów, których autorami byli m.in. Markus Sepehrmanesh, MNEK, Charlie Puth, Petra Marklund, Ed Sheeran i Erik Hassle.
Wydawnictwo promowały single: „Lush Life”, „Never Forget You”, „Ain’t My Fault”, „I Would Like”, „So Good”, „Symphony”, „Don’t Let Me Be Yours” oraz „Only You”.
Album dotarł do 1. miejsca na oficjalnej liście sprzedaży w Szwecji i uzyskał certyfikat podwójnie platynowej płyty w tym kraju za przekroczenie progu 80 tysięcy sprzedanych egzemplarzy. Płyta była ponadto notowana m.in. na 2. pozycji w Norwegii i 7. miejscu w Wielkiej Brytanii.
So Good otrzymał nagrodę do prestiżowych szwedzkich nagród Grammis 2018 w kategorii Album roku.

## Lista utworów
| Nr  | Tytuł                                        | Autorzy | Czas  |
| --- | -------------------------------------------- | --- | ----- |
| 1.  | „What They Say”                              | Marco Barerro, Mark Landon, Olivia Waithe                                                                                                   | 3:38  |
| 2.  | „Lush Life”                                  | Emanuel Abrahamsson, Fridolin Walcher, Iman Conta Hulten, Linnea Södahl, Markus Sepehrmanesh, Christoph Bauss                               | 3:20  |
| 3.  | „I Would Like”                               | Zara Larsson, James Abrahart, Alexander Izquierdo, Marcus Lomax, Stefan Johnson, Jordan Johnson, Oliver Peterhof, Karen Chin, Anthony Kelly | 3:44  |
| 4.  | „So Good” (feat. Ty Dolla Sign)              | Zara Larsson, Charles Otto Puth, Tyrone William Griffin Jr., Jacob Kasher Hindlin, Gamal Lewis, Danny Schofield                             | 2:46  |
| 5.  | „TG4M”                                       | Markus Sepehrmanesh, Linnea Södahl, Joakim Haukaas                                                                                          | 2:52  |
| 6.  | „Only You”                                   | Joakim Berg, Markus Sepehrmanesh, Michel Flygare, Tobias Jimson, Petra Marklund                                                             | 3:42  |
| 7.  | „Never Forget You” (oraz MNEK)               | Zara Larsson, Uzoechi Emenike, Arron Davey                                                                                                  | 3:32  |
| 8.  | „Sundown” (feat. Wizkid)                     | Zara Larsson, Brian Garcia, Tor Hermansen, Mikkel Eriksen, Jacob Kasher Hindlin, Ammar Malik, Phil Shaouy, Ayodeji Ibrahim Balogun          | 3:25  |
| 9.  | „Don’t Let Me Be Yours”                      | Zara Larsson, Steve McCutcheon, Johnny McDaid, Edward Christopher Sheeran                                                                   | 3:19  |
| 10. | „Make That Money Girl”                       | Zara Larsson, Ajay Bhattacharyya, John Hill, Victor Mensah, Erik Hassle, Daniel Ladinsky, Markus Sepehrmanesh                               | 3:18  |
| 11. | „Ain’t My Fault”                             | Zara Larsson, Uzoechi Emenike, Markus Sepehrmanesh                                                                                          | 3:44  |
| 12. | „One Mississippi”                            | Julia Michaels, Fred Ball | 3:07  |
| 13. | „Funeral”                                    | Zara Larsson, Jason Gill, Ana Díaz | 3:35  |
| 14. | „I Can’t Fall in Love Without You”           | Christian Waltz, Hampus Lindvall, Jerker Hanssonh                                                                                           | 2:57  |
| 15. | „Symphony” (Clean Bandit feat. Zara Larsson) | Steve McCutcheon, Ammar Malik, Jack Patterson, Ina Wroldsen                                                                                 | 3:32  |
|     |                                              | Całkowita długość: | 50:31 |

## Pozycje na listach sprzedaży
| Kraj              | Lista sprzedaży (2017)  | Najwyższa pozycja | Certyfikat         | Sprzedaż |
| ----------------- | ----------------------- | ----------------- | ------------------ | -------- |
| Australia         | ARIA Charts             | 7                 | złota płyta        | 35 000+  |
| Austria           | Ö3 Austria Top 40       | 28                |                    |          |
| Belgia (Flandria) | Ultratop 200            | 19                |                    |          |
| Belgia (Walonia)  | Ultratop 200            | 46                |                    |          |
| Dania             | Tracklisten             | 8                 | złota płyta        | 10 000+  |
| Finlandia         | Suomen virallinen lista | 6                 |                    |          |
| Francja           | SNEP                    | 68                |                    |          |
| Hiszpania         | PROMUSICAE              | 29                |                    |          |
| Holandia          | Album Top 100           | 7                 |                    |          |
| Irlandia          | IRMA                    | 4                 |                    |          |
| Kanada            | Canadian Albums         | 15                | złota płyta        | 40 000+  |
| Niemcy            | Official German Charts  | 29                |                    |          |
| Norwegia          | VG-Lista                | 2                 | platynowa płyta    | 30 000+  |
| Nowa Zelandia     | Recorded Music NZ       | 9                 | złota płyta        | 7 500+   |
| Polska            | OLiS                    | 47                | platynowa płyta    | 20 000+  |
| Portugalia        | AFP                     | 48                |                    |          |
| Stany Zjednoczone | Billboard 200           | 26                | złota płyta        | 500 000+ |
| Szwajcaria        | Schweizer Hitparade     | 15                |                    |          |
| Szwecja           | Sverigetopplistan       | 1                 | 2× platynowa płyta | 80 000+  |
| Wielka Brytania   | UK Albums Chart         | 7                 | złota płyta        | 100 000+ |
| Włochy            | FIMI                    | 81                |                    |          |

## Nagrody
| Rok  | Nagroda | Kategoria  | Rezultat |
| ---- | ------- | ---------- | -------- |
| 2018 | Grammis | Album roku | Wygrana  |